# Erdei hölgymál
Az erdei hölgymál (Hieracium murorum, korábban Hieracium sylvaticum) a fészkesvirágzatúak (Asterales) rendjébe, ezen belül az őszirózsafélék (Asteraceae) családjába tartozó faj.

## Előfordulása
Az erdei hölgymál egész Európában megtalálható.

## Alfajai
- Hieracium murorum subsp. abastumanense (Üksip) Greuter
- Hieracium murorum subsp. adenoactis (Üksip) Greuter
- Hieracium murorum subsp. albisquamum (Sudre) Zahn
- Hieracium murorum subsp. amaurocymum (Dalla Torre & Sarnth.) Greuter
- Hieracium murorum subsp. aspreticola (Boreau) Zahn
- Hieracium murorum subsp. asterophorum (Zahn) Zahn
- Hieracium murorum subsp. atropaniculatum (Zahn) Zahn
- Hieracium murorum subsp. atrovirens (Froel.) Raimondo & Di Grist.
- Hieracium murorum subsp. bifidiforme (Zahn) Zahn
- Hieracium murorum subsp. bithynicum Zahn
- Hieracium murorum subsp. bruyereanum (Biau) Zahn
- Hieracium murorum subsp. carcarophyllum (Johanss.) Zahn
- Hieracium murorum subsp. cardiophyllum (Sudre) Zahn
- Hieracium murorum subsp. chloroprasinum Zahn
- Hieracium murorum subsp. cinereostriatum (Woronow & Zahn) Zahn
- Hieracium murorum subsp. circumstellatum (Zahn) Zahn
- Hieracium murorum subsp. cirritoides (Zahn) Zahn
- Hieracium murorum subsp. crepidiflorum (Polák) Zahn
- Hieracium murorum subsp. erucifolium (Arv.-Touv.) Zahn
- Hieracium murorum subsp. farinifusum (Arv.-Touv. & Briq.) Zahn
- Hieracium murorum subsp. flavescens (Evers) Zahn
- Hieracium murorum subsp. floccicomatum (Woronow & Zahn) Zahn
- Hieracium murorum subsp. fritschii (Pernh.) Zahn
- Hieracium murorum subsp. gentiliforme (Zahn) Greuter
- Hieracium murorum subsp. glandulosissimum (Dahlst.) Zahn
- Hieracium murorum subsp. graminicolor (Zahn) Zahn
- Hieracium murorum subsp. hylogeton Koslovsky & Zahn
- Hieracium murorum subsp. kreczetoviczii (Üksip) Greuter
- Hieracium murorum subsp. lepistoides (Dahlst.) Zahn
- Hieracium murorum subsp. leucothyrsogenes Koslovsky & Zahn
- Hieracium murorum subsp. medianiforme (Litv. & Zahn) Zahn
- Hieracium murorum subsp. medianum (Griseb.) Zahn
- Hieracium murorum subsp. nemorense (Jord.) Zahn
- Hieracium murorum subsp. orbicans (Dahlst.) Zahn
- Hieracium murorum subsp. ovalifrons (Woronow & Zahn) Zahn
- Hieracium murorum subsp. oxyodontopsis (Touton & Zahn) Zahn
- Hieracium murorum subsp. pediaeum (Stenstr.) Zahn
- Hieracium murorum subsp. pleiotrichum (Zahn) Zahn
- Hieracium murorum subsp. pseudograndidens (Zahn) Zahn
- Hieracium murorum subsp. pseudotorticeps (Wiinst.) Zahn
- Hieracium murorum subsp. radiatellum (Woronow & Zahn) Zahn
- Hieracium murorum subsp. ramosiforme (Zahn) Zahn
- Hieracium murorum subsp. retroversilobatum Schelk. & Zahn
- Hieracium murorum subsp. samnaunicum (Zahn) Gottschl.
- Hieracium murorum subsp. sartonsicum (Zahn) Zahn
- Hieracium murorum subsp. scabripes (Boreau) Zahn
- Hieracium murorum subsp. semisilvaticum (Zahn) Zahn
- Hieracium murorum subsp. serratifolium (Boreau) Zahn
- Hieracium murorum subsp. stenocranum (Omang) Zahn
- Hieracium murorum subsp. subbifidiforme Zahn
- Hieracium murorum subsp. subcrassum (Dahlst.) Zahn
- Hieracium murorum subsp. subcrispatum Zahn
- Hieracium murorum subsp. subditivum (Zahn) Zahn
- Hieracium murorum subsp. sublepistoides (Zahn) Greuter
- Hieracium murorum subsp. subsemisilvularum (Zahn) Zahn
- Hieracium murorum subsp. subsilvularum Zahn
- Hieracium murorum subsp. sylvivagum (Boreau) Greuter
- Hieracium murorum subsp. tenuiflorum (Arv.-Touv.) Schinz & Keller
- Hieracium murorum subsp. torticeps (Dahlst.) Zahn
- Hieracium murorum subsp. tossianum Zahn
- Hieracium murorum subsp. viridicollum (Boreau) Zahn

## Megjelenése
Az erdei hölgymál rendkívül változatos alakú, 30-60 centiméter magas, évelő növény. Szára gyakran levéltelen, néha 1 vagy 2 kis levelet visel. Durván fogas szélű, levágott vagy kissé szíves vállú, széles lándzsás vagy tojásdad levelei a talajfelszín közelében rozettát alkotnak. Kizárólag nyelves virágokból álló 2-10 sárga fészekvirágzata bugaszerűen rendeződik el.

## Életmódja
Az erdei hölgymál lomb- és tűlevelű erdők, elegyes erdők, vágások és útszélek lakója.
A virágzási ideje május–augusztus között van.

## Képek

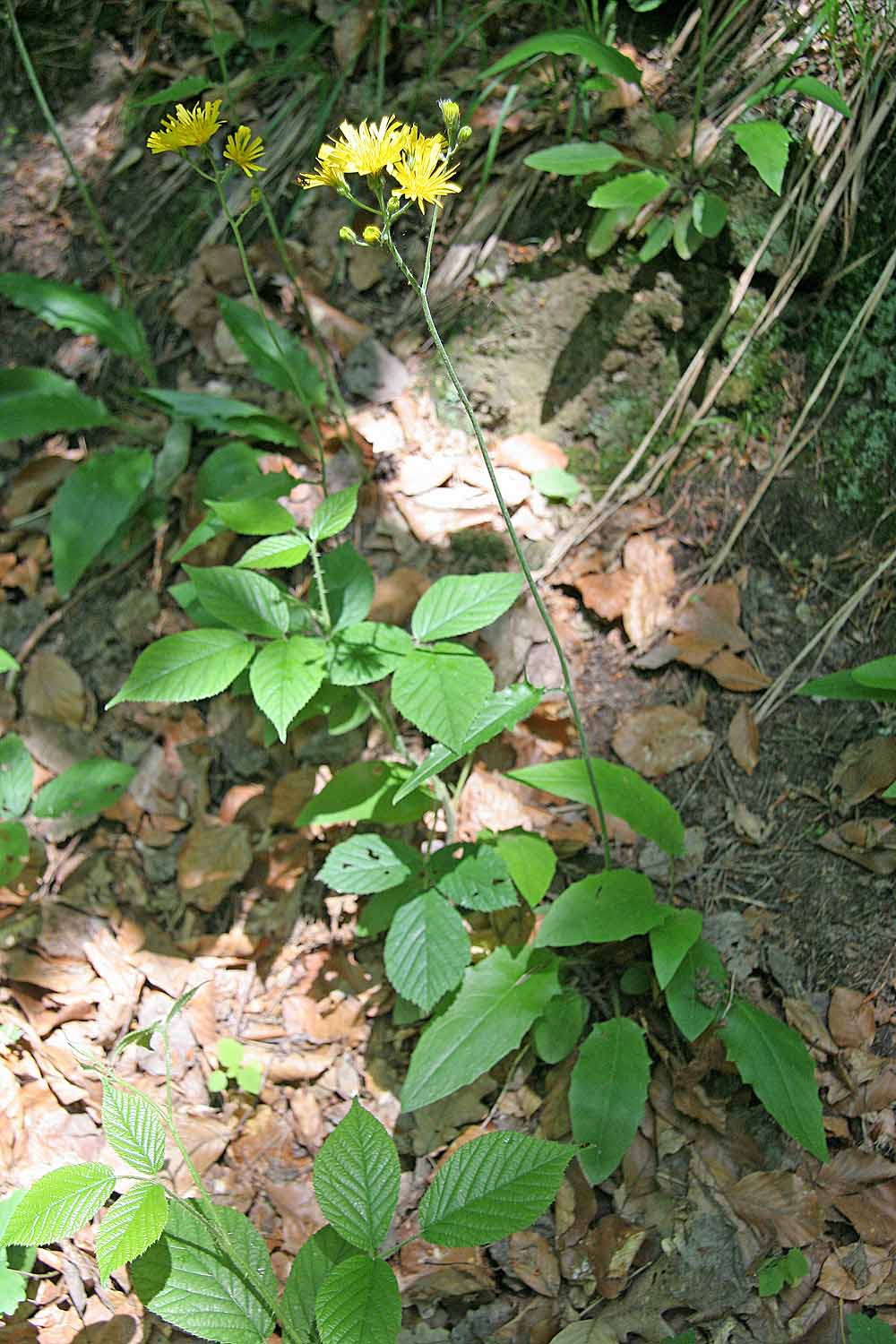
a növény
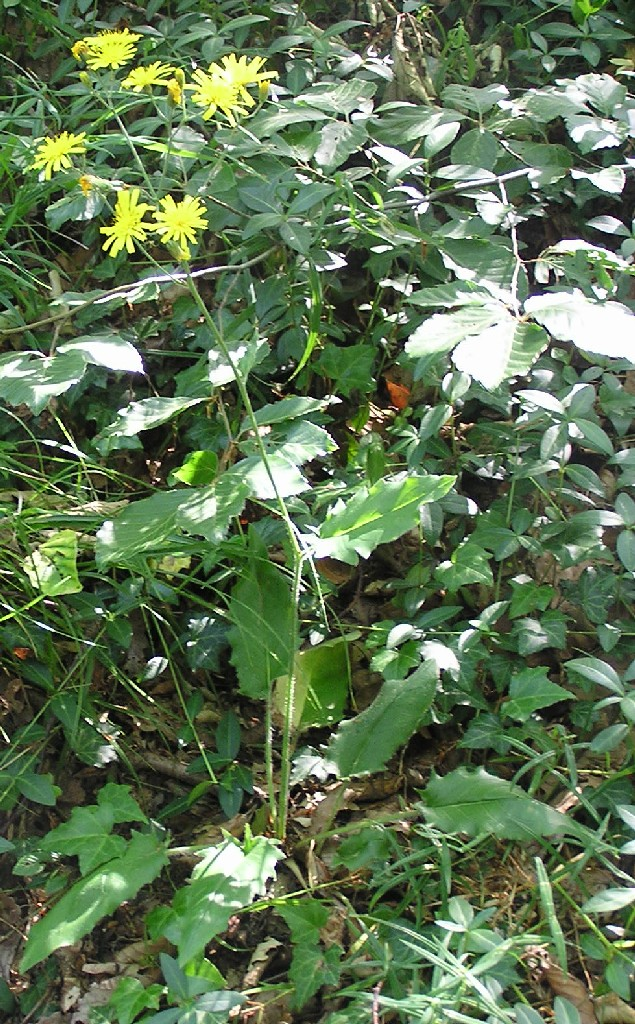
a
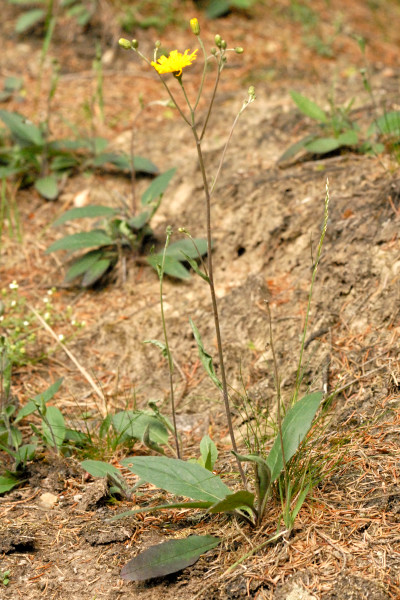
természetes
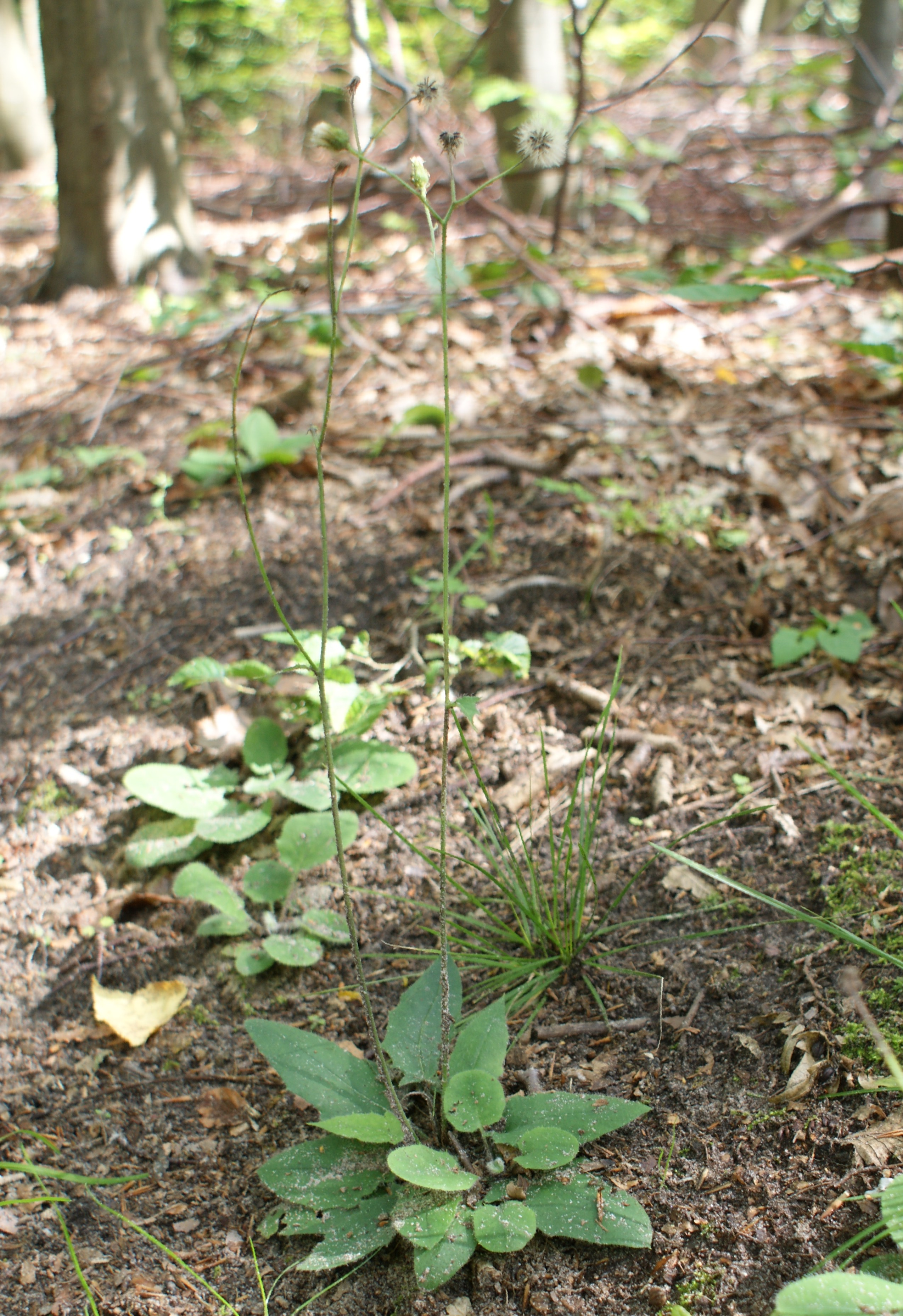
élőhelyén
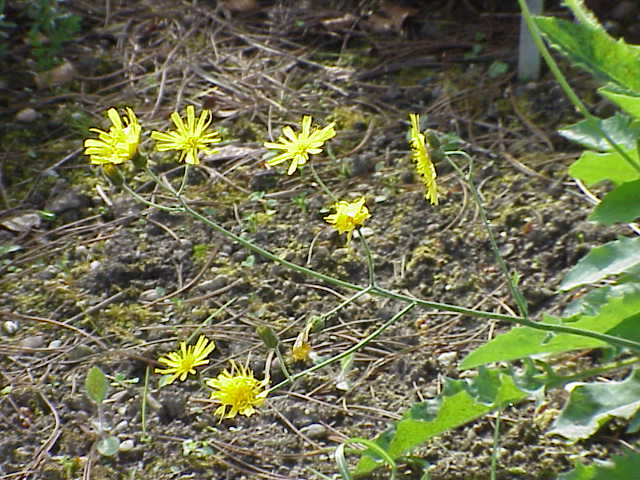
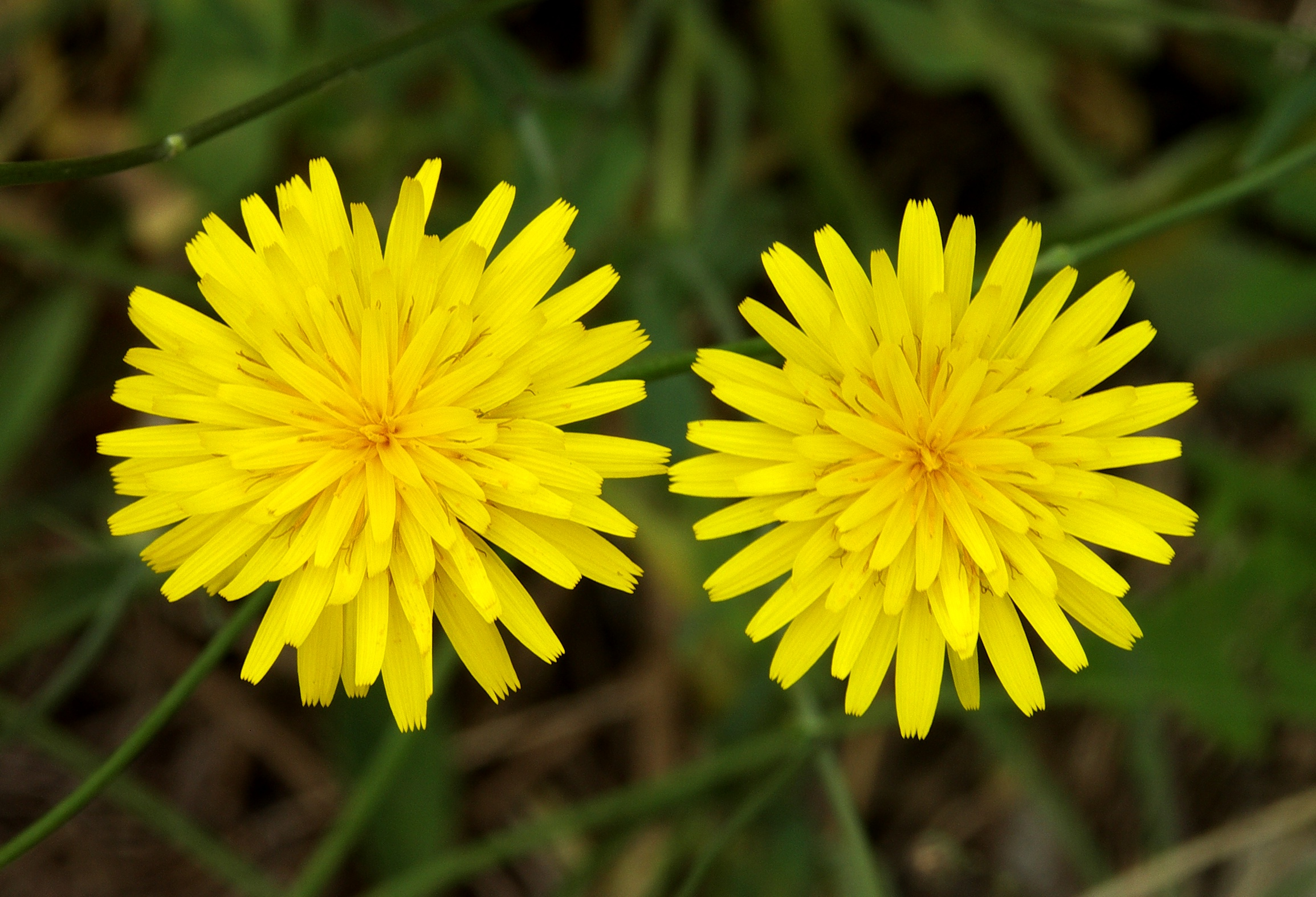
virágai
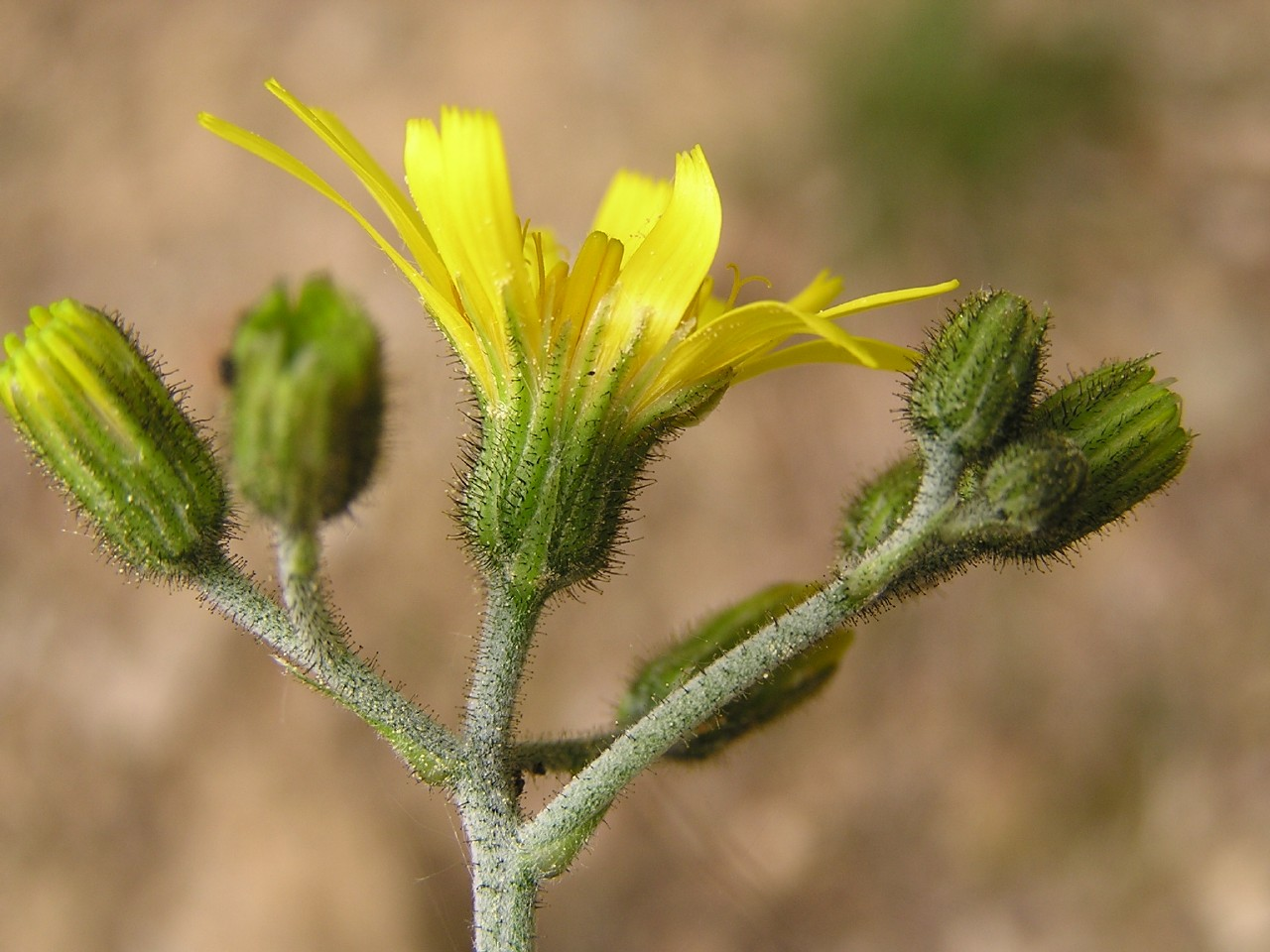
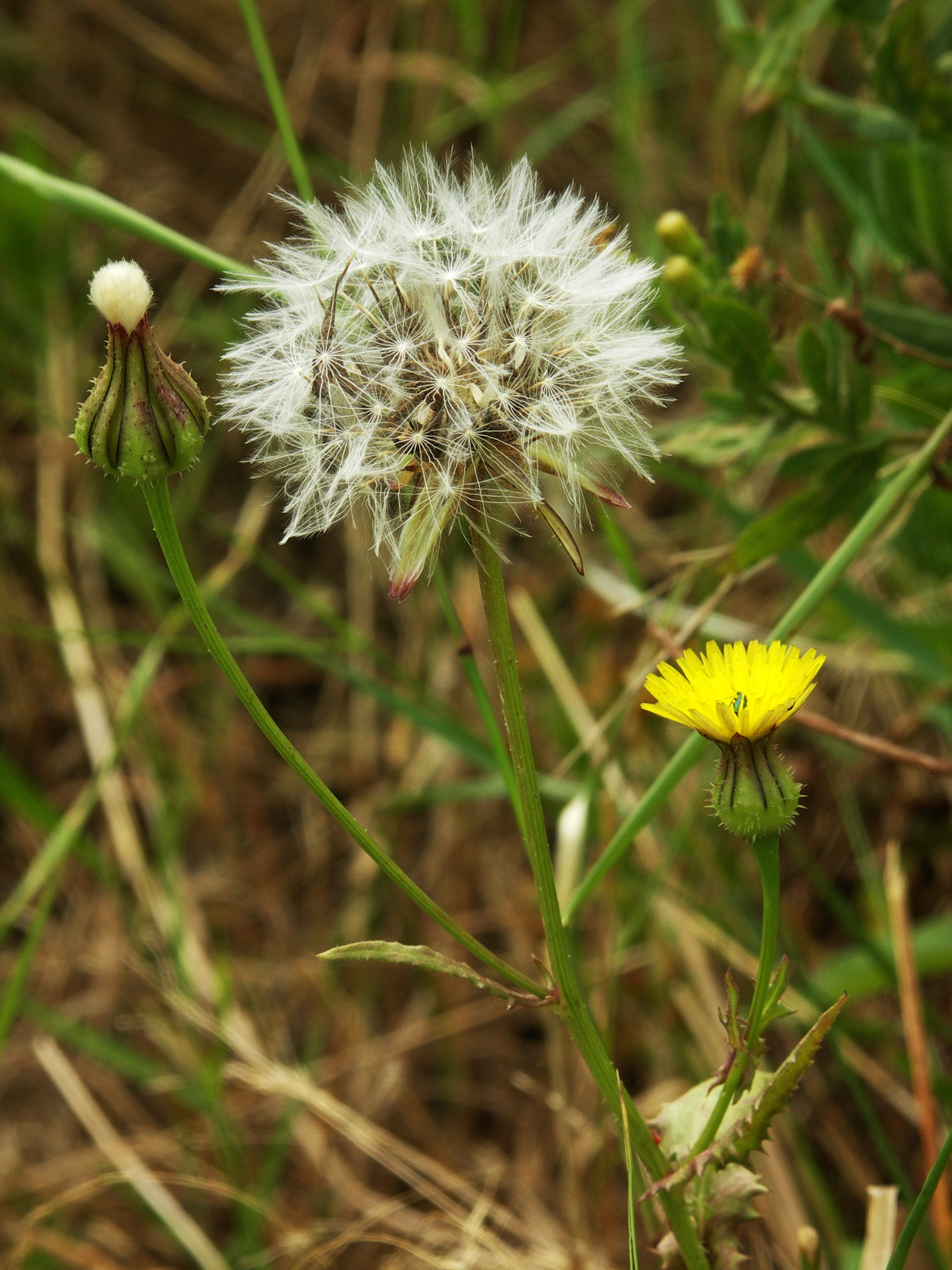
termése
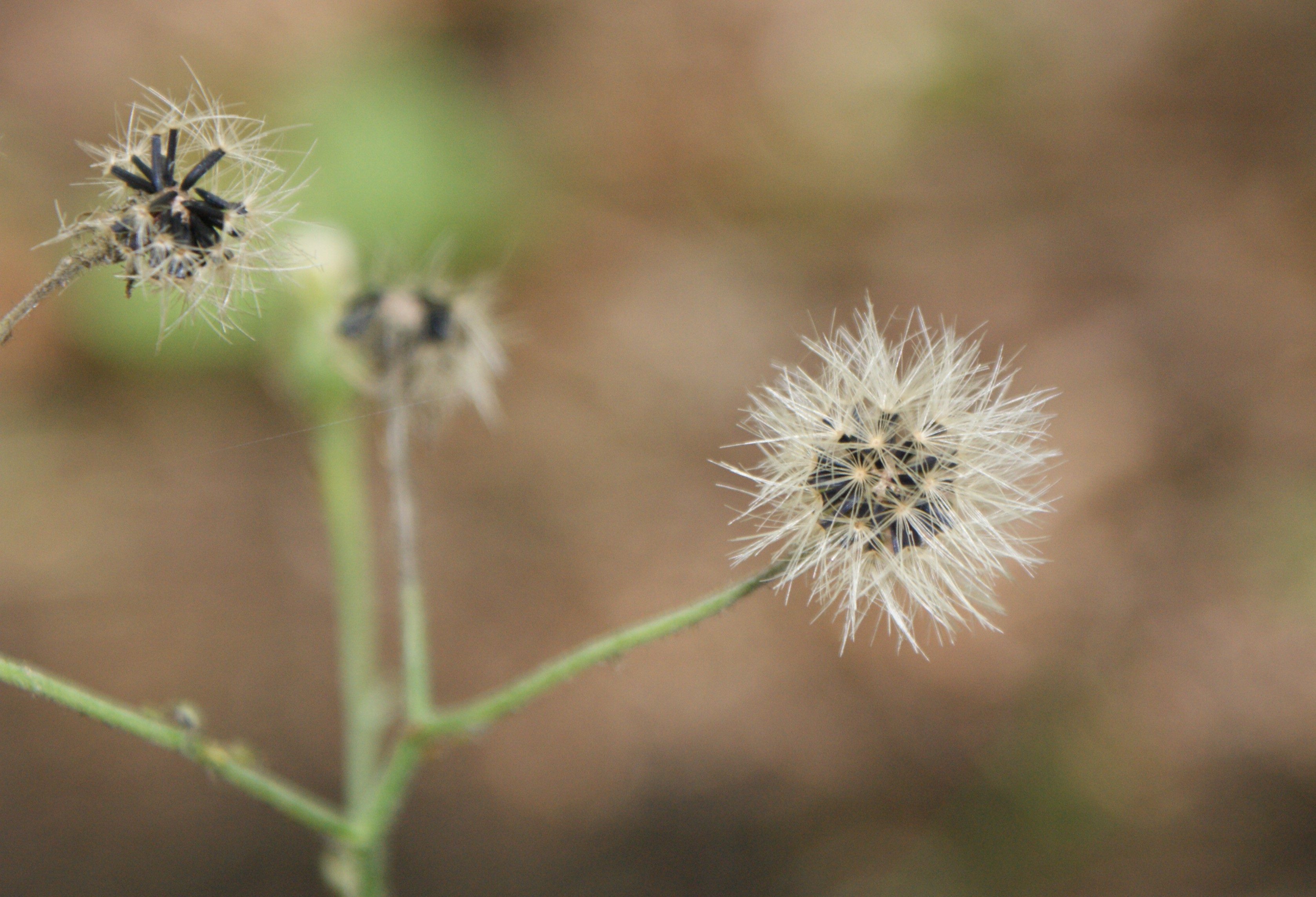
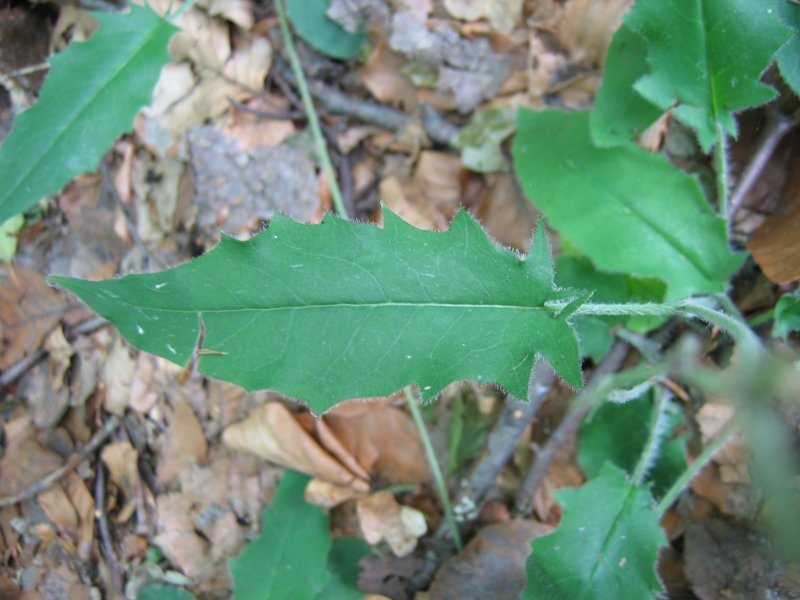
levelei
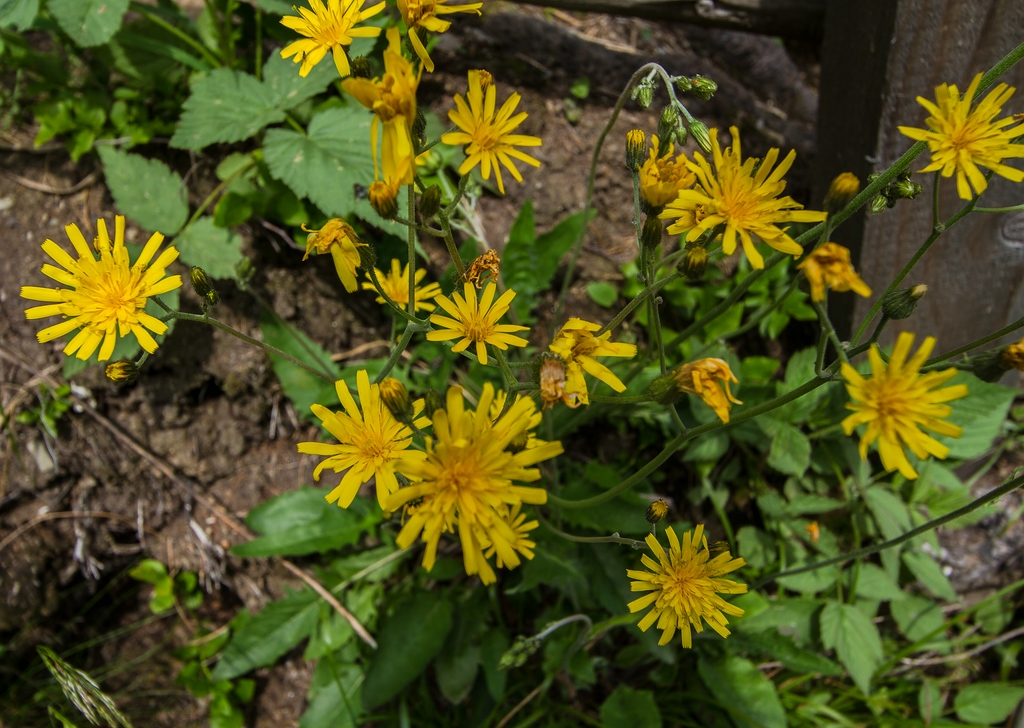
telepe
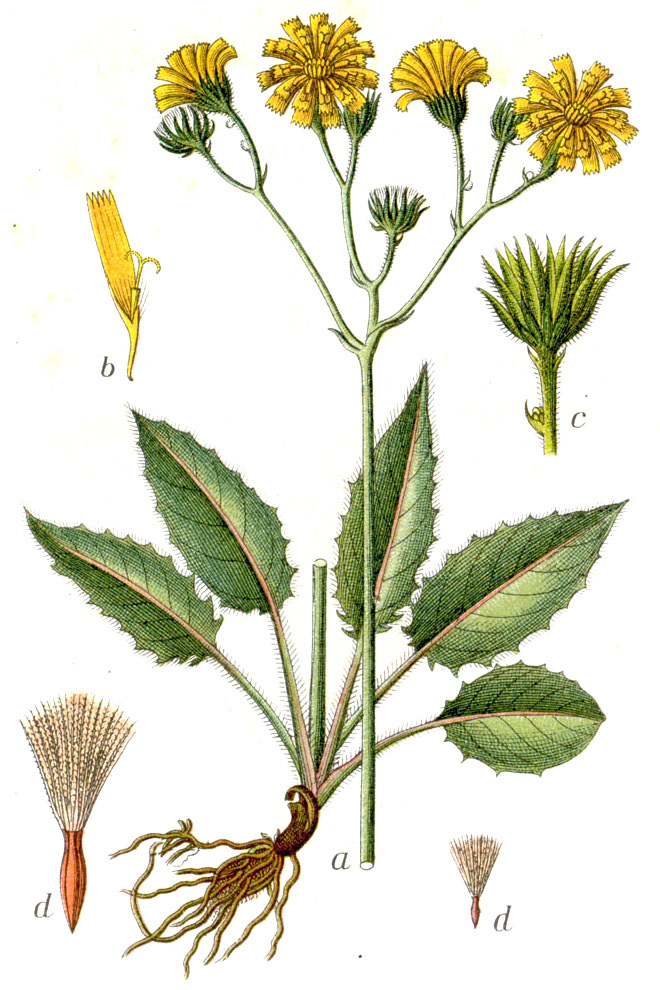
rajzok a növényről
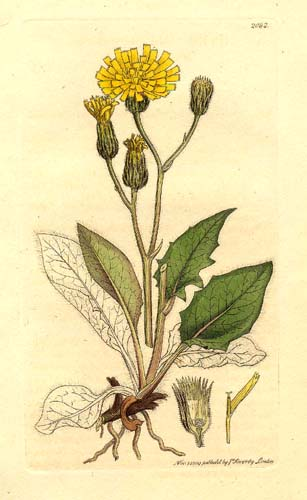
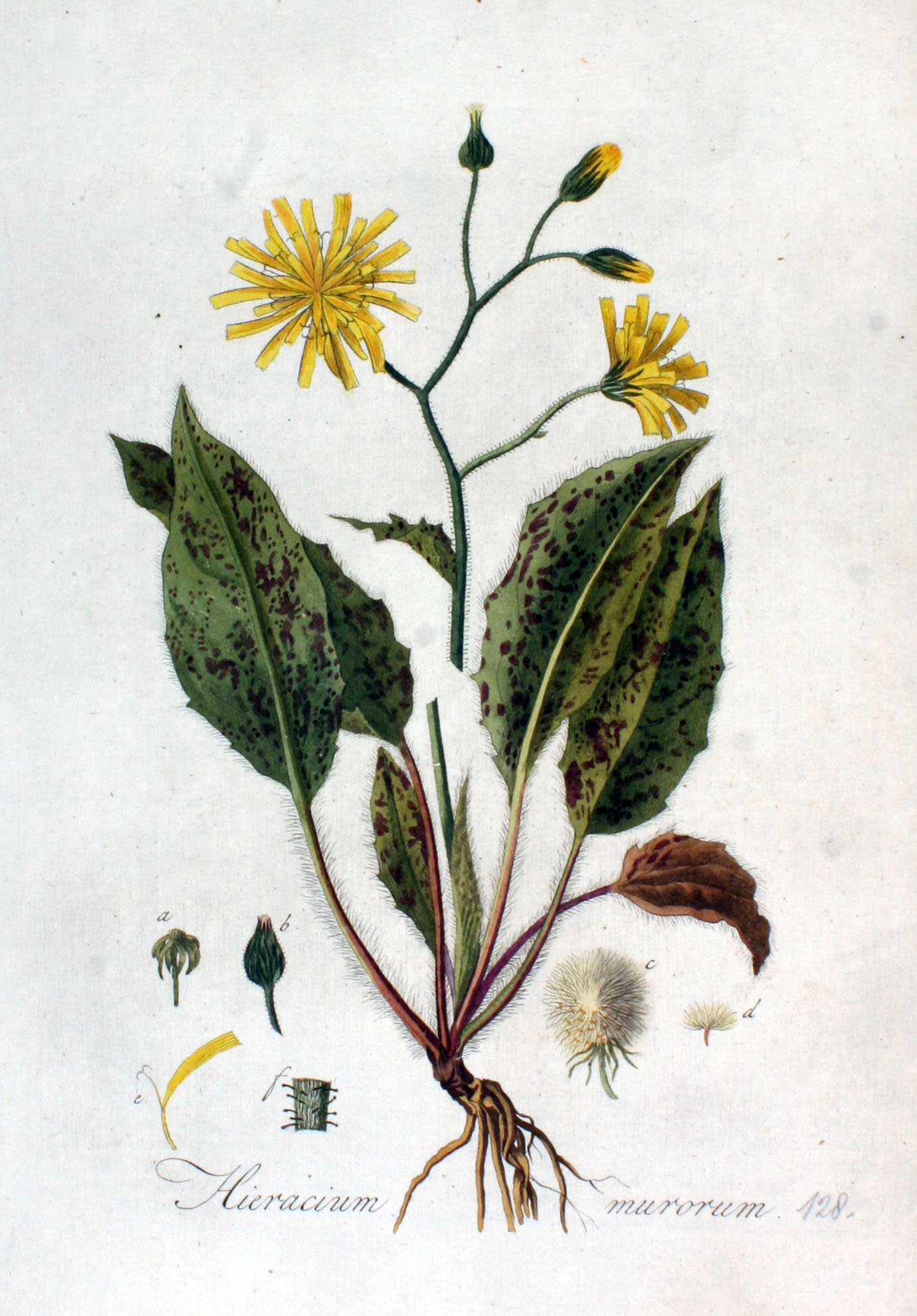